# Hålsjön (Lidhults socken, Småland)
Hålsjön är en sjö i Ljungby kommun i Småland och ingår i Lagans huvudavrinningsområde. Sjön har en area på 0,243 kvadratkilometer och ligger 167 meter över havet. Vid provfiske har abborre och gädda fångats i sjön.

## Delavrinningsområde
Hålsjön ingår i det delavrinningsområde (630689-135671) som SMHI kallar för Utloppet av Yasjön. Medelhöjden är 164 meter över havet och ytan är 17,16 kvadratkilometer. Räknas de 2 avrinningsområdena uppströms in blir den ackumulerade arean 34,23 kvadratkilometer. Björkönaå (Risabäcken) som avvattnar avrinningsområdet har biflödesordning 4, vilket innebär att vattnet flödar genom totalt 4 vattendrag innan det når havet efter 139 kilometer. Avrinningsområdet består mestadels av skog (67 procent). Avrinningsområdet har 3,61 kvadratkilometer vattenytor vilket ger det en sjöprocent på 21 procent.